# Nikkan Sports Film Award
El Nikkan Sports Film Award (日刊スポーツ映画大賞 Nikkan Supōtsu Eiga Taishō?) son premios otorgados por Nikkan Sports a la excelencia del cine.

## Categorías
- Mejor película
- Mejor película extranjera
- Mejor director
- Mejor actor
- Mejor actriz
- Mejor actor de reparto
- Mejor actriz de reparto
- Mejor revelación
- Premio especial
- Premio Yūjirō Ishihara
- Premio revelación Yūjirō Ishihara